# Зоннеберг
Зоннеберг (нем. Sonneberg, майнфранк. Sumbarch) — город в Германии, расположенный в исторической области Франкония и в федеральной земле Тюрингия; центр одноимённого района. Образует вместе с соседним городом Нойштадт-бай-Кобург, городом-партнёром, географически и экономически целостную единицу. Население города составляет 22 356 человек (на 31 декабря 2010 года). Занимает площадь 45,44 км². Официальный код  —  16 0 72 018.
До 1920-х годов город Зоннеберг был центром мировой игрушечной промышленности, что отразилось в его неформальном прозвище «Всемирная столица игрушек» (нем. Weltspielwarenstadt) — символом этой деятельности является функционирующий в городе Немецкий музей игрушки. В 1925 году в городе открылась Зоннебергская обсерватория. Помимо этого, город находится на восточной границе Тюрингских сланцевых гор, граничащих с Франконским Лесом.
В городе расположены штаб-квартира и производственные мощности компании PIKO Spielwaren GmbH — всемирно известной фирмы, получившей известность как производитель моделей и аксессуаров для железнодорожного моделизма.

## Городские районы
Зоннеберг состоит из следующих 14 городских районов:
| - Беттельхеккен (нем. Bettelhecken) - Хёнбах (нем. Hönbach) - Хюттенштайнах (нем. Hüttensteinach) - Кёппельсдорф (нем. Köppelsdorf) - Мальмерц (нем. Malmerz) - Мюршниц (нем. Mürschnitz) - Нойфанг (нем. Neufang) | - Оберлинд (нем. Oberlind) - Обере Штадт (нем. Obere Stadt) - Штайнбах (нем. Steinbach) - Унтере Штадт (нем. Untere Stadt) - Унтерлинд (нем. Unterlind) - Вед (нем. Wehd) - Волькенразен (нем. Wolkenrasen) |

31 декабря 2013 года муниципалитет Оберланд-ам-Ренштайг был присоединён к Зоннебергу, поэтому в состав Зоннеберга вошли также деревни Хазельбах (нем. Haselbach), Эшенталь (нем. Eschenthal), Хазенталь (нем. Hasenthal), Хюттенгрунд (нем. Hüttengrund) и Шпехтсбрунн (нем. Spechtsbrunn).

## Динамика населения

Динамика изменения с 1829 по 2017 годы

| 1829—1981 - 1829: 03 028 - 1895: 12 167 - 1905: 15 003 - 1946: 21 534 1 - 1950: 30 182 2 - 1960: 28 936 3 - 1981: 28 733 | 1984—1999 - 1984: 28 440 - 1994: 25 880 - 1995: 25 481 - 1996: 25 297 - 1997: 25 151 - 1998: 24 951 - 1999: 24 892 | 2000—2006 - 2000: 24 837 - 2001: 24 690 - 2002: 24 582 - 2003: 24 246 - 2004: 24 026 - 2005: 23 805 - 2006: 23 681 | 2007—2013 - 2007: 23 252 - 2008: 22 807 - 2009: 22 529 - 2010: 22 356 - 2011: 22 222 - 2012: 21 737 - 2013: 23 796 | С 2014 - 2014: 23 620 - 2015: 23 736 - 2016: 23 804 - 2017: 23 756 - 2018: 23 830 |

 Данные за 1994 года приводятся по Государственному статистическому управлению Тюрингии
1 29 октября

2 31 августа

3 31 декабря

## Культура и достопримечательности

### Городской план

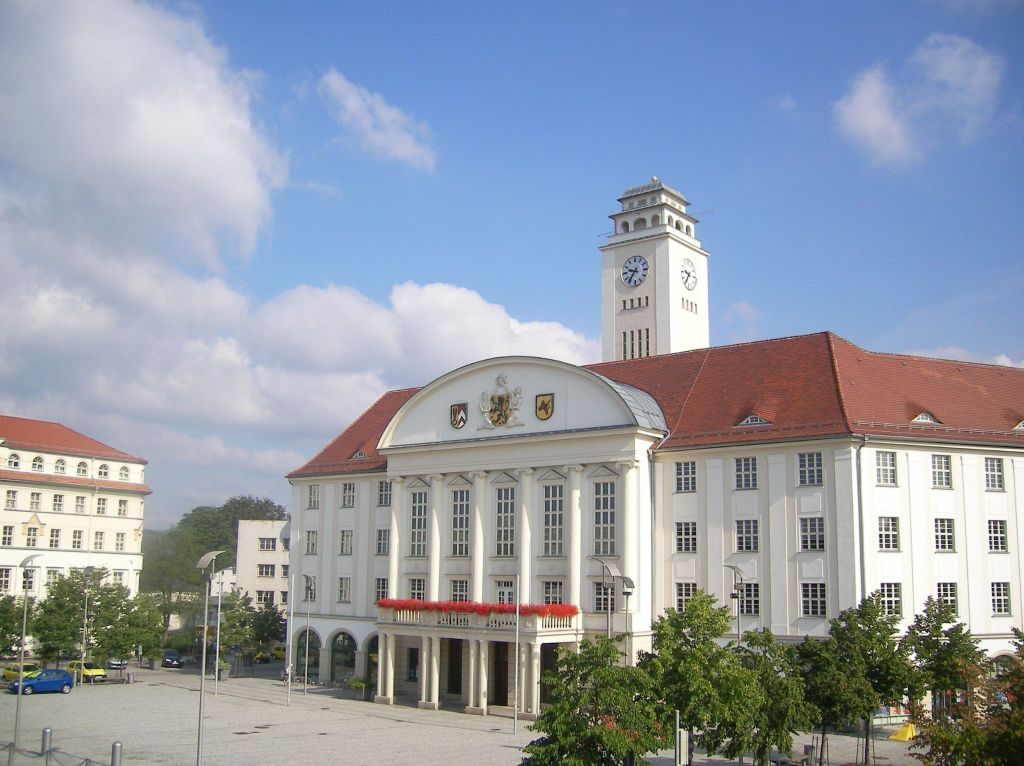
Ратуша Зоннеберга

Современный Внутренний город (нем. Innenstadt), он же известен как Нижний город или Унтере-Штадт (нем. Untere Standt), появился в плане города после того, как старый Верхний город или Обере-Штадт (нем. Obere Stadt) сгорел дотла в 1840 году. Таким образом, это единственная запланированная городская застройка XIX века в Тюрингии.
Первоначальный городской центр располагался в Верхнем городе, к северу от сегодняшнего внутреннего города, в узкой долине реки Рётен. Городским центром нового комплекса в Нижнем городе изначально была площадь Юттаплац (нем. Juttaplatz) недалеко от городской церкви. Площадь была названа в честь Ютты фон Хеннеберг (нем. Jutta von Henneberg), которая в 1349 году заверила нотариально городское право Зоннеберга.
В 1920-е годы ориентиром также стала Привокзальная площадь (нем. Bahnhofplatz) с представительными зданиями. Таким образом, Внутренний город или центр Зоннеберга характеризуется в основном зданиями периода с 1840 по 1930 годы, которые представляют собой в значительной степени закрытый ансамбль.

### Музеи

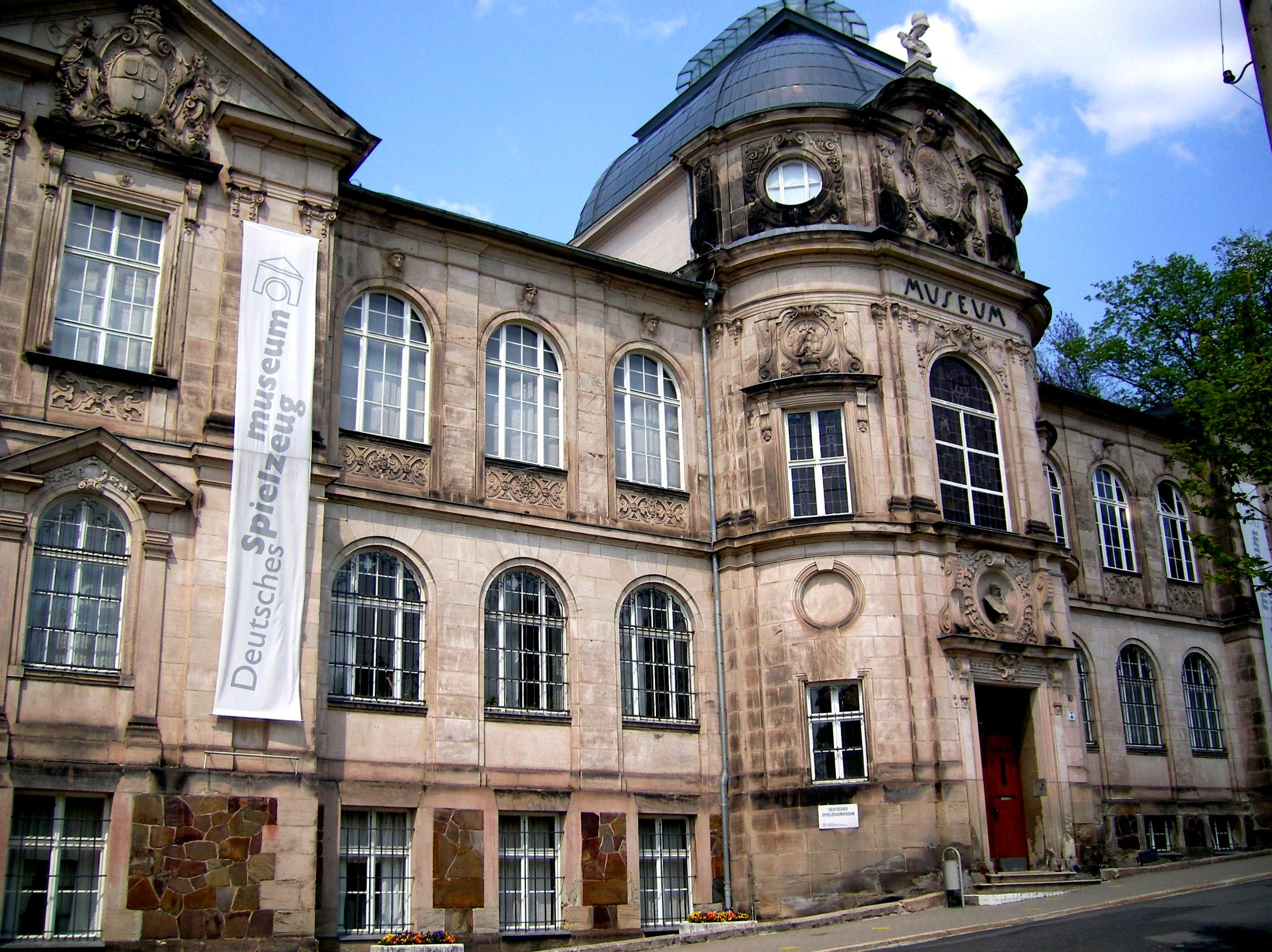
Немецкий музей игрушек

- Самым знаменитым музеем Зоннеберга является Немецкий музей игрушки, который был открыт в 1901 году. Он является старейшим музеем игрушек в Германии, а его фонд насчитывает около 100 тысяч экспонатов. Здание выстроено в стиле необарокко. Изначально оно служило как промышленное училище для художников и мастеров изготовления фарфоровых изделий, которым руководили известные художники Карл Штаудингер[нем.] и Райнхард Мёллер[нем.]. С 1938 года в этом здании располагается музей.
- В Зоннеберге также есть Немецкий музей плюшевых медведей (нем. Deutsche Teddybären-Museum)[3].
- В здании Зоннебергской обсерватории находится музей астрономии, открытый в 1998 году; часть выставки посвящена основателю обсерватории Куно Хоффмайстеру.
- Для публики открыты 10 помещений музея Somso, созданного семьёй Зоммеров и владеющих компанией Somso. Компания разрабатывает с 1876 года модели для занятий по биологии и медицине[4]
- В Зоннеберге есть выставочный аквариум и зоосад.

## Города-побратимы
- Гёппинген (Баден-Вюртемберг)
- Нойштадт-бай-Кобург (Бавария)

## Фотографии

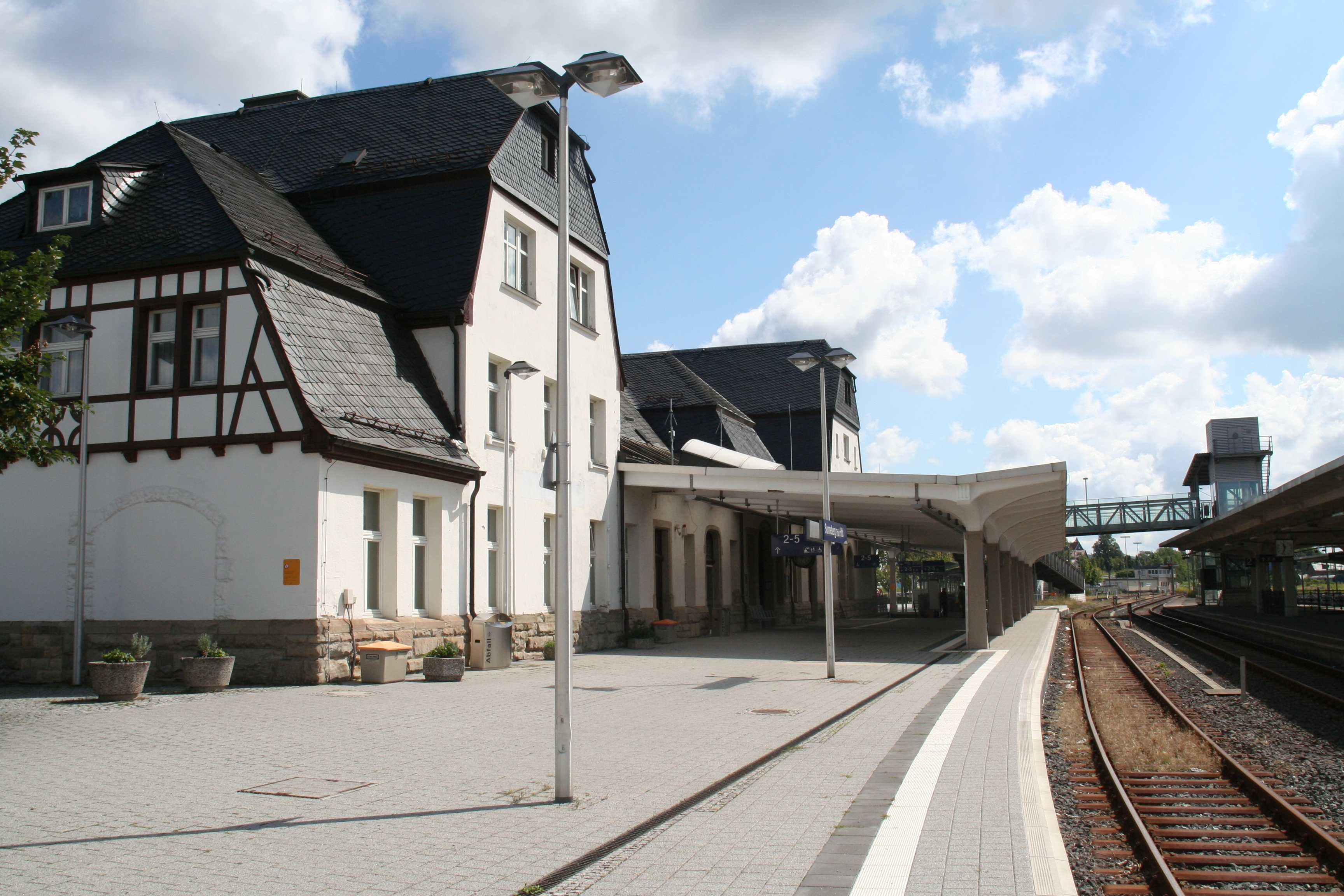
Вокзал
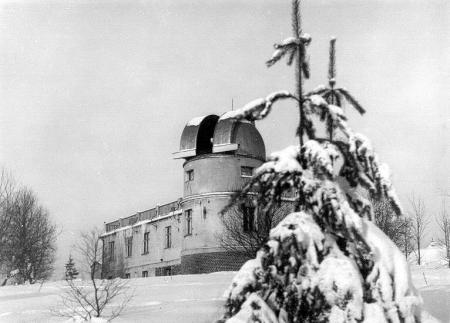
Зоннебергская обсерватория